# Associazione Sportiva Lucchese Libertas 1905 2017-2018
Questa voce raccoglie le informazioni riguardanti l'Associazione Sportiva Lucchese Libertas 1905 nelle competizioni ufficiali della stagione 2017-2018.

## Stagione
Nella stagione 2017-2018 la Lucchese disputa il quarantesimo campionato di terza serie della sua storia, prendendo parte alla Serie C.
In Coppa Italia la squadra viene eliminata al primo turno dalla Sambenedettese, perdendo in trasferta 2-0 ai supplementari.
Il 22 novembre la squadra perde con il Pontedera 1-0 ai sedicesimi di finale della Coppa Italia di Serie C.
Alla conclusione del campionato la Lucchese si classifica al dodicesimo posto con 44 punti, mancando l'accesso ai play-off.

## Divise e sponsor
Lo sponsor tecnico per la terza stagione consecutiva è Legea. Lo sponsor ufficiale è Dì Lucca. La prima maglia è a strisce rossonere con una pantera stilizzata di colore bianco sul fianco sinistro. I pantaloncini e i calzettoni sono neri. La seconda maglia è di colore nero, la terza è bianca con colletto nero e sul davanti il numero 1905 contornato da due baluardi stilizzati.
| Casa | Trasferta | Terza divisa | Portiere |

## Rosa
Aggiornata al 5 febbraio 2018 (numerazione)
| N. |                   | Ruolo | Calciatore        |
| -- | ----------------- | ----- | ----------------- |
| 1  | Italia (bandiera) | P     | Giuseppe Di Masi  |
| 2  | Italia (bandiera) | D     | Christian Tavanti |
| 3  | Italia (bandiera) | D     | Luca Cecchini     |
| 4  | Italia (bandiera) | C     | Tommaso Arrigoni  |
| 5  | Italia (bandiera) | D     | Marco Maini       |
| 5  | Italia (bandiera) | D     | Nicola Dell'Amico |
| 6  | Italia (bandiera) | D     | Ciro Capuano      |
| 7  | Italia (bandiera) | A     | Mario Merlonghi   |
| 8  | Italia (bandiera) | C     | Nicola Mingazzini |
| 9  | Italia (bandiera) | A     | Stefano Del Sante |
| 10 | Italia (bandiera) | C     | Jacopo Fanucchi   |
| 11 | Italia (bandiera) | D     | Giorgio Palumbo   |
| 13 | Italia (bandiera) | D     | Riccardo Baroni   |
| 14 | Italia (bandiera) | D     | Andrea Razzanelli |
| 15 | Italia (bandiera) | C     | Matteo Nolè       |
| 16 | Italia (bandiera) | C     | Giorgio D'Angelo  |
| 17 | Italia (bandiera) | A     | Andrea Bragadin   |

| N. |                      | Ruolo | Calciatore         |
| -- | -------------------- | ----- | ------------------ |
| 17 | Georgia (bandiera)   | A     | Irakli Shekiladze  |
| 18 | Italia (bandiera)    | A     | Alessandro De Vena |
| 18 | Italia (bandiera)    | A     | Filippo Mugelli    |
| 19 | Argentina (bandiera) | D     | Marcos Espeche     |
| 20 | Italia (bandiera)    | A     | Federico Russo     |
| 21 | Italia (bandiera)    | C     | Samuele Damiani    |
| 22 | Italia (bandiera)    | P     | Marco Albertoni    |
| 23 | Italia (bandiera)    | A     | Mattia Bortolussi  |
| 24 | Italia (bandiera)    | C     | Antonio Cardore    |
| 24 | Italia (bandiera)    | A     | Sean Parker        |
| 25 | Italia (bandiera)    | D     | Antonio Magli      |
| 25 | Italia (bandiera)    | D     | Davide Bertoncini  |
| 26 | Italia (bandiera)    | P     | Jacopo Pagnini     |
| 27 | Italia (bandiera)    | A     | Filippo Strada     |
| 28 | Italia (bandiera)    | A     | Matteo Aufiero     |
| 32 | Italia (bandiera)    | D     | Marco Russu        |
| 33 | Italia (bandiera)    | C     | Matteo Buratto     |

## Calciomercato
Rinnova per il quarto anno il portiere Giuseppe Di Masi, i difensori Marcos Espeche (al settimo anno in rossonero), Ciro Capuano, e Christian Tavanti, i centrocampisti Mario Merlonghi, Nicola Mingazzini (al quarto anno), il capitano Matteo Nolè alla sua quinta stagione, l'attaccante Jacopo Fanucchi.

### Sessione estiva (dal 03/07 al 31/08)
| Acquisti | Acquisti           | Acquisti            | Acquisti              |
| R.       | Nome               | da                  | Modalità              |
| -------- | ------------------ | ------------------- | --------------------- |
| P        | Marco Albertoni    | Genoa               | prestito              |
| P        | Jacopo Pagnini     | Spezia              | prestito              |
| D        | Riccardo Baroni    | Fiorentina          | prestito              |
| D        | Antonio Magli      | AlbinoLeffe         | definitivo            |
| D        | Giorgio Palumbo    | FC Francavilla      | definitivo (biennale) |
| D        | Andrea Razzanelli  | Ponsacco            | definitivo            |
| C        | Tommaso Arrigoni   | Cesena              | definitivo            |
| C        | Antonio Cardore    | Viterbese Castrense | definitivo (biennale) |
| C        | Samuele Damiani    | Empoli              | prestito              |
| C        | Emiliano Fratini   | Montecatini         | fine prestito         |
| C        | Federico Russo     | Ghivizzano          | fine prestito         |
| A        | Mattia Bortolussi  | Sansepolcro         | definitivo (biennale) |
| A        | Stefano Del Sante  | Ancona              | definitivo            |
| A        | Filippo Strada     | Brescia             | definitivo            |
| A        | Alessandro De Vena | Melfi               | definitivo (biennale) |

| Cessioni         | Cessioni           | Cessioni                 | Cessioni                 |
| R.               | Nome               | a                        | Modalità                 |
| ---------------- | ------------------ | ------------------------ | ------------------------ |
| P                | Tommaso Nobile     | Pro Vercelli             | definitivo               |
| P                | Mirko Ronchi       |                          | svincolato               |
| D                | Federico Brusacà   | Lumezzane                | fine prestito            |
| D                | Simone De Martino  |                          | svincolato               |
| D                | Kastriot Dermaku   | Empoli                   | fine prestito            |
| C                | Mirko Bruccini     | Cosenza                  | definitivo               |
| C                | Alessio Cannoni    | Maceratese               | fine prestito            |
| C                | Mario Gargiulo     | Chievo                   | fine prestito            |
| A                | Gianluca D'Auria   | Monopoli                 | fine prestito            |
| A                | Gianmarco De Feo   | Siena                    | fine prestito            |
| A                | Simone Raffini     | Pordenone                | fine prestito            |
| A                | Alessio Zecchinato | Svincolato poi al Trento | Svincolato poi al Trento |
| C                | Emiliano Fratini   | Grosseto                 | definitivo               |
| Altre operazioni |                    |                          |                          |
| R.               | Nome               | a                        | Modalità                 |
| A                | Mauro Costalli     | Tuttocuoio               | prestito                 |
| D                | Andrea Rebughini   | Carrarese                | definitivo               |

### Fuori sessione
| Acquisti | Acquisti | Acquisti | Acquisti |
| R.       | Nome     | da       | Modalità |
| -------- | -------- | -------- | -------- |

| Cessioni | Cessioni        | Cessioni  | Cessioni |
| R.       | Nome            | a         | Modalità |
| -------- | --------------- | --------- | -------- |
| A        | Andrea Bragadin | Scandicci | prestito |

### Sessione invernale (dal 03/01 al 31/01)
| Acquisti | Acquisti          | Acquisti  | Acquisti |
| R.       | Nome              | da        | Modalità |
| -------- | ----------------- | --------- | -------- |
| D        | Davide Bertoncini | Piacenza  | prestito |
| D        | Marco Russu       | Arzachena | prestito |
| C        | Matteo Buratto    | Pordenone | prestito |
| A        | Filippo Mugelli   | Carpi     | prestito |
| A        | Sean Parker       | Bari      | prestito |
| A        | Irakli Shekiladze | Spezia    | prestito |

| Cessioni | Cessioni           | Cessioni      | Cessioni      |
| R.       | Nome               | a             | Modalità      |
| -------- | ------------------ | ------------- | ------------- |
| P        | Jacopo Pagnini     | Spezia        | fine prestito |
| D        | Antonio Magli      | Fano          | definitivo    |
| D        | Marco Maini        | Santarcangelo | definitivo    |
| C        | Antonio Cardore    | Arzachena     | prestito      |
| A        | Alessandro De Vena | Casertana     | definitivo    |

### Fuori sessione
| Acquisti | Acquisti          | Acquisti   | Acquisti   |
| R.       | Nome              | da         | Modalità   |
| -------- | ----------------- | ---------- | ---------- |
| D        | Nicola Dell'Amico | svincolato | definitivo |

| Cessioni | Cessioni | Cessioni | Cessioni |
| R.       | Nome     | a        | Modalità |
| -------- | -------- | -------- | -------- |

## Risultati

### Serie C

#### Girone di andata
| Arbitro: | Fiorini (Frosinone) |

|               |           |  |
| Cristiani 54’ | Marcatori |  |

| Arbitro: | Paterna (Teramo) |

|              |           |  |
| Arrigoni 40’ | Marcatori |  |

| Arbitro: | Maggioni (Lecco) |

|                                   |           |  |
| Franco 25’ Doumbia 63’ Murilo 71’ | Marcatori |  |

| Arbitro: | Vigile (Cosenza) |

|              |           |             |
| Arrigoni 28’ | Marcatori | 31’ Giudici |

| Arbitro: | Amabile (Vicenza) |

|  |           |               |
|  | Marcatori | 66’ Del Sante |

| Arbitro: | Clerico (Torino) |

|  |           |          |
|  | Marcatori | 77’ Mora |

| Arbitro: | Acanfora (Castellammare di Stabia) |

|  |           |                                         |
|  | Marcatori | 12’ (rig.), 49’ De Vena 90+1’ Merlonghi |

| Arbitro: | Valiante (Salerno) |

|              |           |             |
| Fanucchi 15’ | Marcatori | 51’ Mannini |

| Arbitro: | Cudini (Fermo) |

|                              |           |                                 |
| Tartaglione 25’ Luperini 76’ | Marcatori | 50’ (rig.) De Vena 78’ Fanucchi |

| Arbitro: | Luciani (Roma 1) |

|               |           |  |
| Salvadori 54’ | Marcatori |  |

| Arbitro: | Curti (Milano) |

|                                |           |                      |
| Arrigoni 29’, 54’ Fanucchi 60’ | Marcatori | 9’ Andrei 21’ Tavano |

| Arbitro: | Robilotta (Sala Consilina) |

|                           |           |                      |
| Razzitti 47’ Celiento 77’ | Marcatori | 44’ De Vena 59’ Nolè |

| Lucca 8 novembre 2017, ore 20:30 CET 13ª giornata | Lucchese                | 0 – 0 referto | Prato | Stadio Porta Elisa (1.791 spett.)\| Arbitro: \| Cosso (Reggio Calabria) \| |
| Arbitro:                                          | Cosso (Reggio Calabria) |               |       |                                                                            |

| Arbitro: | Lorenzin (Castelfranco Veneto) |

|                        |           |                 |
| Fanucchi 30’ Maini 73’ | Marcatori | 77’ Fischnaller |

| Arbitro: | Annaloro (Collegno) |

|            |           |                          |
| Curcio 15’ | Marcatori | 33’ (rig.), 78’ Fanucchi |

| Arbitro: | Gariglio (Pinerolo) |

|  |           |                                  |
|  | Marcatori | 16’ Perna 74’ Pinardi 88’ Okyere |

| Arbitro: | Colombo (Como) |

|              |           |            |
| Ogunseye 61’ | Marcatori | 6’ De Vena |

| 10 dicembre 2017 Turno di riposo |  | – |  |  |

| Arbitro: | Pashuku (Albano Laziale) |

|                       |           |  |
| Alessandro 72’ (rig.) | Marcatori |  |

#### Girone di ritorno
| Arbitro: | Marchetti (Ostia Lido) |

|              |           |                                              |
| Del Sante 3’ | Marcatori | 10’ Cristiani 19’, 27’ Rondanini 83’ Marotta |

| Arbitro: | Marcenaro (Genova) |

|                      |           |                          |
| Pesenti 6’, 31’, 36’ | Marcatori | 28’ Maini 87’ Bortolussi |

| Arbitro: | Capone (Palermo) |

|                |           |                        |
| Bortolussi 33’ | Marcatori | 41’ (rig.) Vantaggiato |

| Arbitro: | Santoro (Messina) |

|              |           |  |
| D'Errico 17’ | Marcatori |  |

| Arbitro: | Cascone (Nocera Inferiore) |

|             |           |            |
| Capuano 26’ | Marcatori | 42’ Cutolo |

| Arbitro: | Lorenzin (Castelfranco Veneto) |

|             |           |  |
| Corazza 75’ | Marcatori |  |

| Lucca 18 febbraio 2018, ore 16:30 CET 26ª giornata | Lucchese            | 0 – 0 referto | Cuneo | Stadio Porta Elisa (1.972 spett.)\| Arbitro: \| Provesi (Treviglio) \| |
| Arbitro:                                           | Provesi (Treviglio) |               |       |                                                                        |

| Arbitro: | Prontera (Bologna) |

|  |           |              |
|  | Marcatori | 54’ Cecchini |

| Arbitro: | Carella (Bari) |

|            |           |                |
| Buratto 6’ | Marcatori | 90+5’ Luperini |

| Lucca 10 marzo 2018, ore 16:30 CET 29ª giornata | Lucchese        | 0 – 0 referto | Gavorrano | Stadio Porta Elisa (2.498 spett.)\| Arbitro: \| Ricci (Firenze) \| |
| Arbitro:                                        | Ricci (Firenze) |               |           |                                                                    |

| Arbitro: | Meleleo (Casarano) |

|                        |           |  |
| Tavano 68’ Coralli 79’ | Marcatori |  |

| Arbitro: | Nicoletti (Catanzaro) |

|              |           |               |
| Arrigoni 28’ | Marcatori | 35’ Baldassin |

| Arbitro: | Feliciani (Teramo) |

|  |           |              |
|  | Marcatori | 29’ Fanucchi |

| Alessandria 29 marzo 2018, ore 18:30 CEST 33ª giornata | Alessandria                | 0 – 0 referto | Lucchese | Stadio Giuseppe Moccagatta (2.300 spett.)\| Arbitro: \| Di Cairano (Ariano Irpino) \| |
| Arbitro:                                               | Di Cairano (Ariano Irpino) |               |          |                                                                                       |

| Arbitro: | Colombo (Como) |

|                          |           |                     |
| Fanucchi 70’, 74’ (rig.) | Marcatori | 13’ Nuvoli 79’ Vano |

| Arbitro: | Lorenzin (Castelfranco Veneto) |

|  |           |                         |
|  | Marcatori | 44’ Baroni 53’ Cecchini |

| Arbitro: | Camplone (Pescara) |

|                                      |           |  |
| Buratto 13’ Fanucchi 24’ Russu 90+2’ | Marcatori |  |

| 28 aprile 2018 Turno di riposo |  | – |  |  |

| Arbitro: | De Tullio (Bari) |

|  |           |                                        |
|  | Marcatori | 41’, 60’ Starita 45+1’ Barba 87’ Ricci |

### Coppa Italia
| Arbitro: | Viotti (Tivoli) |

|                         |           |  |
| Tomi 95’ Di Massimo 97’ | Marcatori |  |

### Coppa Italia Serie C
| Arbitro: | Cipriani (Empoli) |

|                 |           |  |
| Bonaventura 84’ | Marcatori |  |

## Statistiche
Aggiornate al 5 maggio 2018.

### Statistiche di squadra
| Competizione         | Punti | In casa | In casa | In casa | In casa | In casa | In casa | In trasferta | In trasferta | In trasferta | In trasferta | In trasferta | In trasferta | Totale | Totale | Totale | Totale | Totale | Totale | DR  |
| Competizione         | Punti | G       | V       | N       | P       | Gf      | Gs      | G            | V            | N            | P            | Gf           | Gs           | G      | V      | N      | P      | Gf     | Gs     | DR  |
| -------------------- | ----- | ------- | ------- | ------- | ------- | ------- | ------- | ------------ | ------------ | ------------ | ------------ | ------------ | ------------ | ------ | ------ | ------ | ------ | ------ | ------ | --- |
| Serie C (Girone A)   | 44    | 18      | 4       | 10      | 4       | 18      | 23      | 18           | 6            | 4            | 8            | 17           | 19           | 36     | 10     | 14     | 12     | 35     | 42     | -7  |
| Coppa Italia         | -     | -       | -       | -       | -       | -       | -       | 1            | 0            | 0            | 1            | 0            | 2            | 1      | 0      | 0      | 1      | 0      | 2      | -2  |
| Coppa Italia Serie C | -     | -       | -       | -       | -       | -       | -       | 1            | 0            | 0            | 1            | 0            | 1            | 1      | 0      | 0      | 1      | 0      | 1      | -1  |
| Totale               | 44    | 18      | 4       | 10      | 4       | 18      | 23      | 20           | 6            | 4            | 10           | 17           | 22           | 38     | 10     | 14     | 14     | 35     | 45     | -10 |

### Andamento in campionato
| Giornata  | 1  | 2 | 3  | 4  | 5 | 6  | 7 | 8  | 9  | 10 | 11 | 12 | 13 | 14 | 15 | 16 | 17 | 18 | 19 | 20 | 21 | 22 | 23 | 24 | 25 | 26 | 27 | 28 | 29 | 30 | 31 | 32 | 33 | 34 | 35 | 36 | 37 | 38 |
| --------- | -- | - | -- | -- | - | -- | - | -- | -- | -- | -- | -- | -- | -- | -- | -- | -- | -- | -- | -- | -- | -- | -- | -- | -- | -- | -- | -- | -- | -- | -- | -- | -- | -- | -- | -- | -- | -- |
| Luogo     | T  | C | T  | C  | T | C  | T | C  | T  | T  | C  | T  | C  | C  | T  | C  | T  | -  | T  | C  | T  | C  | T  | C  | T  | C  | T  | C  | C  | T  | C  | T  | T  | C  | T  | C  | -  | C  |
| Risultato | P  | V | P  | N  | V | P  | V | N  | N  | P  | V  | N  | N  | V  | V  | P  | N  | -  | P  | P  | P  | N  | P  | N  | P  | N  | V  | N  | N  | P  | N  | V  | N  | N  | V  | V  | -  | P  |
| Posizione | 14 | 8 | 11 | 13 | 9 | 12 | 8 | 10 | 10 | 10 | 9  | 10 | 10 | 7  | 5  | 6  | 5  | 5  | 9  | 10 | 10 | 12 | 13 | 14 | 14 | 15 | 15 | 15 | 13 | 14 | 14 | 13 | 13 | 13 | 13 | 9  | 12 | 12 |

Fonte:  Serie C Girone A (2017/2018), su transfermarkt.it.
Legenda:

Luogo: C = Casa; T = Trasferta. Risultato: V = Vittoria; N = Pareggio; P = Sconfitta.
- = Turno di riposo.

### Statistiche dei giocatori
In corsivo i giocatori ceduti a stagione in corso.
| Giocatore     | Serie C - Girone A | Serie C - Girone A | Serie C - Girone A | Serie C - Girone A | Coppa Italia | Coppa Italia | Coppa Italia | Coppa Italia | Coppa Italia Serie C | Coppa Italia Serie C | Coppa Italia Serie C | Coppa Italia Serie C | Totale   | Totale | Totale      | Totale     |
| Giocatore     | Presenze           | Reti               | Ammonizioni        | Espulsioni         | Presenze     | Reti         | Ammonizioni  | Espulsioni   | Presenze             | Reti                 | Ammonizioni          | Espulsioni           | Presenze | Reti   | Ammonizioni | Espulsioni |
| ------------- | ------------------ | ------------------ | ------------------ | ------------------ | ------------ | ------------ | ------------ | ------------ | -------------------- | -------------------- | -------------------- | -------------------- | -------- | ------ | ----------- | ---------- |
| G. Di Masi    | 0                  | 0                  | 0                  | 0                  | 0            | 0            | 0            | 0            | 1                    | -1                   | 0                    | 0                    | 1        | -1     | 0           | 0          |
| C. Tavanti    | 22                 | 0                  | 2                  | 1                  | 1            | 0            | 0            | 0            | -                    | -                    | -                    | -                    | 23       | 0      | 2           | 1          |
| L. Cecchini   | 29                 | 2                  | 2                  | 0                  | -            | -            | -            | -            | -                    | -                    | -                    | -                    | 29       | 2      | 2           | 0          |
| T. Arrigoni   | 35                 | 5                  | 7                  | 0                  | -            | -            | -            | -            | 1                    | 0                    | 0                    | 0                    | 36       | 5      | 7           | 0          |
| M. Maini      | 13                 | 2                  | 3                  | 0                  | 1            | 0            | 0            | 0            | 0                    | 0                    | 0                    | 0                    | 14       | 2      | 3           | 0          |
| N. Dell'Amico | 5                  | 0                  | 0                  | 0                  | -            | -            | -            | -            | -                    | -                    | -                    | -                    | 5        | 0      | 0           | 0          |
| C. Capuano    | 26                 | 1                  | 5                  | 0                  | 1            | 0            | 0            | 0            | -                    | -                    | -                    | -                    | 27       | 1      | 5           | 0          |
| M. Merlonghi  | 20                 | 1                  | 3                  | 0                  | 1            | 0            | 0            | 0            | 1                    | 0                    | 0                    | 0                    | 22       | 1      | 3           | 0          |
| N. Mingazzini | 17                 | 0                  | 1                  | 0                  | 1            | 0            | 0            | 0            | -                    | -                    | -                    | -                    | 18       | 0      | 1           | 0          |
| S. Del Sante  | 17                 | 2                  | 2                  | 0                  | -            | -            | -            | -            | -                    | -                    | -                    | -                    | 17       | 2      | 2           | 0          |
| J. Fanucchi   | 31                 | 10                 | 8                  | 1                  | 1            | 0            | 0            | 0            | 1                    | 0                    | 0                    | 0                    | 33       | 10     | 8           | 1          |
| G. Palumbo    | 1                  | 0                  | 0                  | 0                  | -            | -            | -            | -            | -                    | -                    | -                    | -                    | 1        | 0      | 0           | 0          |
| R. Baroni     | 28                 | 1                  | 3                  | 1                  | 0            | 0            | 0            | 0            | 1                    | 0                    | 0                    | 0                    | 29       | 1      | 3           | 1          |
| A. Razzanelli | 1                  | 0                  | 0                  | 0                  | -            | -            | -            | -            | 1                    | 0                    | 0                    | 0                    | 2        | 0      | 0           | 0          |
| M. Nolè       | 26                 | 1                  | 1                  | 0                  | 1            | 0            | 1            | 0            | -                    | -                    | -                    | -                    | 27       | 1      | 2           | 0          |
| G. D'Angelo   | 0                  | 0                  | 0                  | 0                  | 0            | 0            | 0            | 0            | 1                    | 0                    | 0                    | 0                    | 1        | 0      | 0           | 0          |
| A. Bragadin   | 3                  | 0                  | 0                  | 0                  | 1            | 0            | 0            | 0            | 1                    | 0                    | 0                    | 0                    | 5        | 0      | 0           | 0          |
| I. Shekiladze | 8                  | 0                  | 1                  | 0                  | -            | -            | -            | -            | -                    | -                    | -                    | -                    | 8        | 0      | 1           | 0          |
| A. De Vena    | 20                 | 5                  | 2                  | 0                  | 1            | 0            | 0            | 0            | 1                    | 0                    | 1                    | 0                    | 22       | 5      | 3           | 0          |
| F. Mugelli    | 1                  | 0                  | 0                  | 0                  | -            | -            | -            | -            | -                    | -                    | -                    | -                    | 1        | 0      | 0           | 0          |
| M. Espeche    | 34                 | 0                  | 1                  | 0                  | 1            | 0            | 0            | 0            | 1                    | 0                    | 0                    | 0                    | 36       | 0      | 1           | 0          |
| F. Russo      | 20                 | 0                  | 1                  | 0                  | 1            | 0            | 1            | 0            | 1                    | 0                    | 0                    | 0                    | 22       | 0      | 2           | 0          |
| S. Damiani    | 25                 | 0                  | 2                  | 0                  | 0            | 0            | 0            | 0            | -                    | -                    | -                    | -                    | 25       | 0      | 2           | 0          |
| M. Albertoni  | 36                 | -42                | 4                  | 0                  | 1            | -2           | 0            | 0            | -                    | -                    | -                    | -                    | 37       | -44    | 4           | 0          |
| M. Bortolussi | 29                 | 2                  | 0                  | 0                  | 1            | 0            | 0            | 0            | -                    | -                    | -                    | -                    | 30       | 2      | 0           | 0          |
| A. Cardore    | 8                  | 0                  | 1                  | 0                  | 1            | 0            | 0            | 0            | 1                    | 0                    | 0                    | 0                    | 10       | 0      | 1           | 0          |
| S. Parker     | 11                 | 0                  | 0                  | 0                  | -            | -            | -            | -            | -                    | -                    | -                    | -                    | 11       | 0      | 0           | 0          |
| A. Magli      | 15                 | 0                  | 3                  | 0                  | -            | -            | -            | -            | 1                    | 0                    | 0                    | 0                    | 16       | 0      | 3           | 0          |
| D. Bertoncini | 16                 | 0                  | 3                  | 0                  | -            | -            | -            | -            | -                    | -                    | -                    | -                    | 16       | 0      | 3           | 0          |
| J. Pagnini    | 0                  | 0                  | 0                  | 0                  | -            | -            | -            | -            | 0                    | 0                    | 0                    | 0                    | 0        | 0      | 0           | 0          |
| F. Strada     | 0                  | 0                  | 0                  | 0                  | -            | -            | -            | -            | -                    | -                    | -                    | -                    | 0        | 0      | 0           | 0          |
| M. Aufiero    | 1                  | 0                  | 0                  | 0                  | -            | -            | -            | -            | 1                    | 0                    | 0                    | 0                    | 2        | 0      | 0           | 0          |
| M. Russu      | 13                 | 1                  | 1                  | 1                  | -            | -            | -            | -            | -                    | -                    | -                    | -                    | 13       | 1      | 1           | 1          |
| M. Buratto    | 14                 | 2                  | 0                  | 0                  | -            | -            | -            | -            | -                    | -                    | -                    | -                    | 14       | 2      | 0           | 0          |